# Milly i Molly
Milly i Molly (ang. Milly, Molly, 2008) – australijski serial animowany, będący adaptacją serii książek dla dzieci autorstwa Gill Pittar.
Światowa premiera serialu miała miejsce 4 lutego 2008 na australijskim kanale Nick Jr., a miesiąc później pojawił się na portugalskim Playhouse Disney 16 marca 2008 roku. W Polsce zadebiutował 1 października 2009 na TVP2 w bloku Dwójka dzieciom. Od 7 stycznia 2015 był emitowany w TVP ABC.

## Fabuła
Serial opowiada o przygodach dwóch dziewczynek, które są swoimi przeciwieństwami. Szybko jednak okazuje się, że mają wiele wspólnego dlatego zostają przyjaciółkami.

## Wersja polska
Opracowanie i udźwiękowienie wersji polskiej: Studio Eurocom

Reżyseria: Wojciech Szymański

Dialogi:
- Hanna Górecka (odc. 1-3, 7, 10-13),
- Maciej Wysocki (odc. 4-6, 8-9, 14-15),
- Aleksandra Drzazga (odc. 16-17, 20-22),
- Wojciech Szymański (odc. 18-19, 23-26)

Dźwięk i montaż: Krzysztof Podolski

Kierownictwo produkcji: Marzena Omen-Wiśniewska

Wystąpili:
- Justyna Bojczuk – Milly
- Anna Wiśniewska – Molly
- Monika Kwiatkowska – pani Blythe
- Kinga Tabor-Szymaniak – Mama Milly
- Łukasz Lewandowski –
  - Tata Molly,
  - Janek (odc. 13)
- Anna Gajewska –
  - Mama Molly,
  - Weterynarz (odc. 4),
  - Harry,
  - Sędzia konkursu (odc. 16),
- Brygida Turowska – Hanfrey
- Janusz Wituch –
  - Kierowca autobusu (odc. 1),
  - Charlie (odc. 3),
  - Właściciel psa w parku (odc. 10),
  - Policjant (odc. 10)
- Beniamin Lewandowski – Jacek
- Leszek Zduń –
  - Tata Milly,
  - Sprzedawca papug (odc. 4),
  - Sprzedawca książek (odc. 7),
  - Doktor Smaley (odc. 10, 13, 26)
- Wojciech Szymański – Narrator
- Ewa Smolińska – Ciocia Maude
- Albert Do – Alf
- Mirosława Krajewska –
  - babcia Alfa,
  - Babcia (odc. 13),
  - Ciocia Bid (odc. 26)
- Joanna Pach –
  - Grześ,
  - Cloe,
  - Baxter
- Martyna Sommer –
  - Zosia,
  - Klara (odc. 20)
- Robert Tondera –
  - Farmer Hegarty,
  - Właściciel ciężarówki (odc. 10),
  - Przewoźnik (odc. 10)
- Mieczysław Morański –
  - Pan Limpy,
  - Złodziej (odc. 12),
  - Dziadek (odc. 13),
  - Sprzedawca papug (odc. 14),
  - Nochal (odc. 18)
- Lucyna Malec –
  - Bartek (odc. 18),
  - Mama Klary (odc. 20)
- Tomasz Marzecki – Policjant (odc. 18)

## Spis odcinków
| Premiera odcinka | N/o | Polski tytuł            | Angielski tytuł            |
| ---------------- | --- | ----------------------- | -------------------------- |
|                  |     |                         |                            |
| SERIA PIERWSZA   |     |                         |                            |
|                  |     |                         |                            |
| 09.02.2009       | 01  | Poniedziałek            | Monday                     |
|                  |     |                         |                            |
| 10.02.2009       | 02  | Ciocia Maude            | Aunt Maude                 |
|                  |     |                         |                            |
| 11.02.2009       | 03  | Po drugiej stronie góry | The Mountain               |
|                  |     |                         |                            |
| 16.02.2009       | 04  | Stokrotka               | Billy Boy                  |
|                  |     |                         |                            |
| 17.02.2009       | 05  | Alf                     | Alf                        |
|                  |     |                         |                            |
| 18.02.2009       | 06  | Tofik                   | Taffy Bogle                |
|                  |     |                         |                            |
| 23.02.2009       | 07  | Sekretne szaliki        | Secret Scarves             |
|                  |     |                         |                            |
| 24.02.2009       | 08  | Byczuś                  | Beefy                      |
|                  |     |                         |                            |
| 25.02.2009       | 09  | Pod namiotem            | Milly and Molly Go Camping |
|                  |     |                         |                            |
| 02.03.2009       | 10  | Koci złodziej           | Cat Thief                  |
|                  |     |                         |                            |
| 03.03.2009       | 11  | Magiczne babeczki       | Magic Muffins              |
|                  |     |                         |                            |
| 04.03.2009       | 12  | Łaps                    | Wags                       |
|                  |     |                         |                            |
| 09.03.2009       | 13  | Dąb Dziadka             | Grandpa’s Oak Tree         |
|                  |     |                         |                            |
| 10.03.2009       | 14  | Dzień zwierzątek        | Pet Day                    |
|                  |     |                         |                            |
| 11.03.2009       | 15  | Domek na drzewie        | Tree Hut                   |
|                  |     |                         |                            |
| 16.03.2009       | 16  | Trykajek                | Bound Me Not               |
|                  |     |                         |                            |
| 17.03.2009       | 17  | Wiatr                   | Wind                       |
|                  |     |                         |                            |
| 18.03.2009       | 18  | Bartek                  | B.B. Brown                 |
|                  |     |                         |                            |
| 23.03.2009       | 19  | Problem materiałowy     | Patchwork Quilt            |
|                  |     |                         |                            |
| 24.03.2009       | 20  | Klara bałaganiara       | Heidi Untidy               |
|                  |     |                         |                            |
| 25.03.2009       | 21  | Elcia Belcia Bu!        | Ella Bella Boo             |
|                  |     |                         |                            |
| 30.03.2009       | 22  | Dziobek                 | Beaky                      |
|                  |     |                         |                            |
| 31.03.2009       | 23  | Małpi gaj               | Jungle Gym                 |
|                  |     |                         |                            |
| 01.04.2009       | 24  | Skarpetkowe Niebo       | Sock Heaven                |
|                  |     |                         |                            |
| 06.04.2009       | 25  | Sól i Pieprz            | Salt and Pepper            |
|                  |     |                         |                            |
| 07.04.2009       | 26  | Ciocia Bid              | Biddy Bid                  |
|                  |     |                         |                            |